# 马建忠

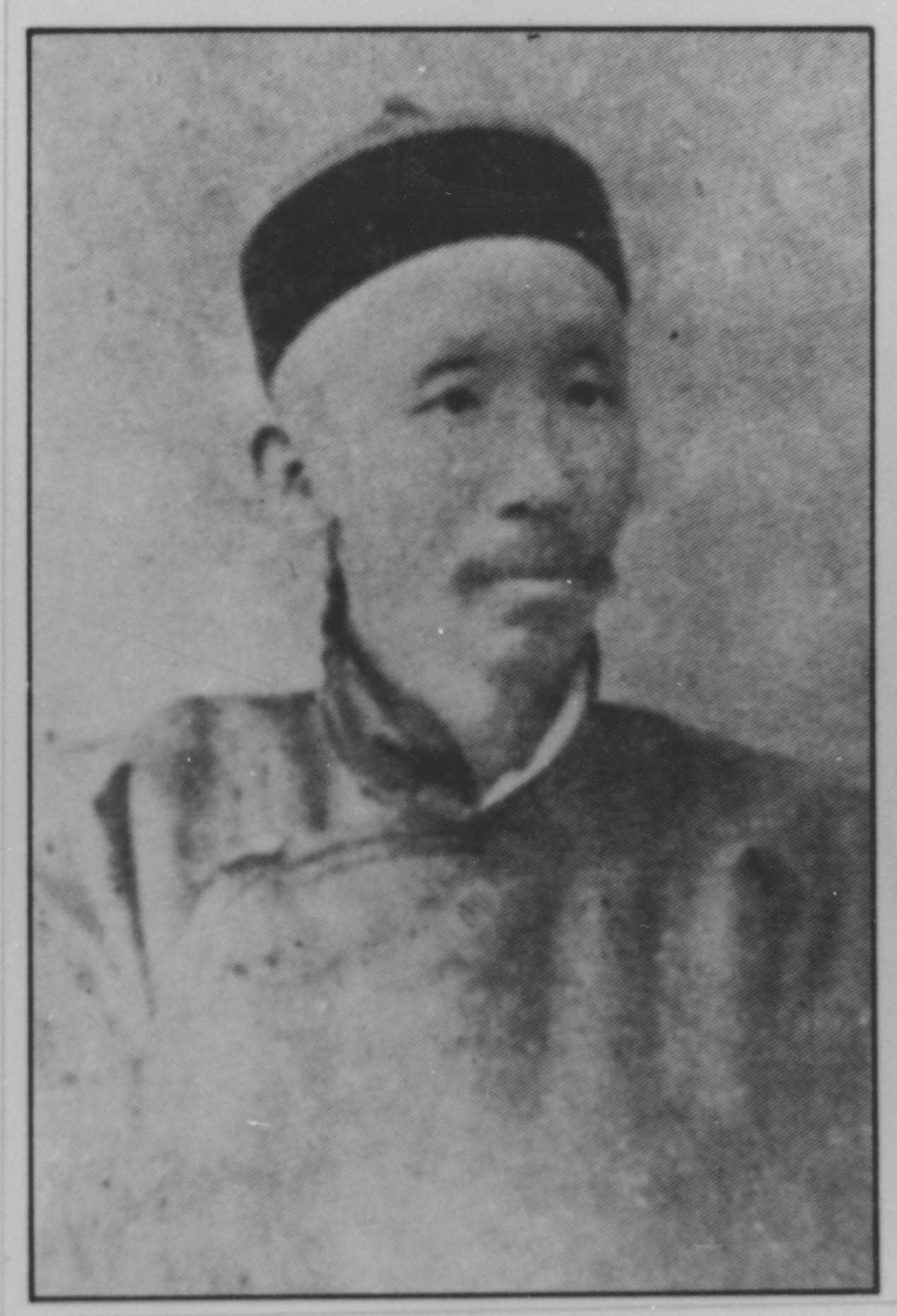

馬建忠（1845年2月9日—1900年8月14日），別名乾，學名馬斯才，字眉叔，圣名玛弟亚，江苏丹徒（今镇江）人，中国清末洋務派重要官員、维新思想家、外交家、語言學家。其所著《文通》是第一部中国人编写的全面系统的汉语语法著作。他也是韩国国旗的设计者。

## 生平

### 早年
马建忠于1845年2月9日（清道光十四年）生于一个天主教家庭。是《文献通考》作者马端临第二十世孙。父亲马岳熊，兄弟中排行老幺，有四兄一姊。二哥馬建勛早年受曾國荃拔擢，入李鸿章幕府，司淮軍糧台。四哥馬相伯是震旦大學、復旦大學的創辦人。
马建忠从小學曉中國傳統經史，五歲就諗考科舉。1853年（咸丰三年），太平军攻入南京，马家遂搬去上海躲避战乱。马建忠与四哥就讀中西学并重的天主教耶穌會徐匯公學，学习英文、法文、拉丁文、希腊文等课程，同时准备科举，后与其四哥同为该校首届毕业生。受1854年至1860年第二次鴉片戰爭的影响，他“决然舍其所学，而学所谓洋务者”，进入耶穌會初學院做修士，继续學习拉丁文、法文、英文和希臘文等。经过十余年的刻苦努力，成了一位“善古文辞，尤精欧文，英、法现行文字以至希腊、拉丁古文，无不兼通”的学贯中西的新式人才。

### 留学
1870年（同治九年），经二哥馬建勛引荐，他也成为李鴻章的幕僚，随办洋务。因为熟悉西洋文化和语言，他受到李鴻章的赏识。1876年（光绪二年），他以被李鴻章派往法國，随员及翻译身份陪同福州船厂学生出洋，经香港抵达法国。1877年（光绪三年），他通过了巴黎考試院的文科和理科考試，成为第一个取得法国高中会考毕业证书的中国人。
1878年（光绪四年），他進入巴黎自由政治学堂（巴黎政治大学前身）全日制學習。根据其书信，所学科目包括交涉、公法、律例、政治等。1879 年，马建忠以优异成绩获得法学士学位（Licences de l'École de Droit）。在巴黎时，曾兼任中國駐法公使郭嵩燾的翻譯，曾与郭嵩焘一同会见法国总统及外交部长。

### 事業
1880年（光绪六年），马建忠回到天津，重新在李鸿章幕下办理洋务。起先在天津水师营物处办理海军事务。翌年，奉李鸿章之命赴香港、西贡、新加坡、英属印度等地，与印度總督里蓬交涉鴉片专卖及稅收问题。1882年（光緒八年），李鴻章又派他去朝鮮，协助朝鲜政府与英、美、德簽订商約，如《朝美修好通商条约》。同年朝鮮發生壬午兵变，闵妃请求清朝出兵，直隶总督张树声和李鸿章派淮军将领吴长庆平乱，马建忠作為长庆的幕僚同去，马建忠设下擒賊先擒王之计，派袁世凱抓捕了興宣大院君，押回中國軟禁，平定此事。同年10月18日，李鴻章派馬建忠赴天津与法國公使寶海达成越事草案三條，即中國撤兵、通商、中法分巡紅河南北。
1884年（光绪十年），马建忠加入唐廷樞主持的輪船招商局。中法战争后，他升任輪船招商局會辦。1890年（光绪十六年），马建忠开始撰写《富民说》，主张发展对外贸易、扶持民间工商业等措施以富民强国，并将《富民说》上呈李鸿章。不久，受李鸿章委派担任上海机器织布局总办。马建忠除任招商局会办，还兼揽织布局总办、宁海金矿等公务，并有进一步扩展之势。
李鸿章对马建忠的重用与日俱增，盛宣怀很忌惮他，於是盛拉拢另一会办沈能虎，共同与马对抗。沈能虎向李鸿章控告马建忠将公款五万两存入旗昌洋行，還用马建忠私人名字。1895年（光绪廿一年），甲午战争失败后，他应李鸿章之邀到北京，襄助李鸿章赴日本马关议和。翌年，马建忠与上海《时务报》主笔梁启超相识，并出版了《適可齋記言記行》。
此后，马建忠一直埋头整理《文通》一书，于1898年（光绪廿四年）出版。该书以西方语文的语法为本，对照从古书中精选的例句，研究古汉语的语法规律，创建了一套汉语的语法体系，是奠定汉语语法学基础的开山之作，对后世汉语语法研究产生了巨大影响。1931年，语言学家杨树达著成《马氏文通刊误》由商务印书馆印行，将《文通》补完增订。
1900年（光绪廿六年），馬建忠再度应李鸿章之召，任上海行轅襄理機要。8月14日，因赶译长篇急电而猝然去世，终年55岁。

## 思想
馬建忠主張废除釐金，收回关税主权，發展对外贸易，扶持民營工商業，致力推行洋務，并称许西方议会制度。同时建議開设翻譯書院，提倡國人多學洋文，汲取外國科學文化知識。

## 著作
- 適可齋記言記行
- 文通
- 勘旅順記